# Frontiera (serie televisiva)
Frontiera (Frontier) è una serie televisiva canadese e statunitense creata da Rob Blackie e Peter Blackie per Discovery Channel e Netflix.
La serie è una co-produzione tra Canada e Stati Uniti d'America, ed è la prima serie televisiva prodotta da Discovery Channel. La serie ha debuttato in Canada il 6 novembre 2016. Il 9 settembre 2019, la serie è stata cancellata.
I sei episodi della terza stagione sono stati pubblicati il 23 novembre 2018 su Netflix e poi sono stati rilasciati in Canada dal 7 dicembre 2018.

## Trama
La serie è incentrata su Declan Harp, un fuorilegge per metà irlandese e metà nativo americano che cerca di combattere il monopolio della Compagnia della Baia di Hudson del commercio di pellame in Canada.
Il finale lascia comunque diverse trame in sospeso, causa la chiusura della serie.

## Episodi
| Stagione         | Episodi | Prima TV Canada | Pubblicazione Italia |
| ---------------- | ------- | --------------- | -------------------- |
| Prima stagione   | 6       | 2016            | 2017                 |
| Seconda stagione | 6       | 2017            | 2017                 |
| Terza stagione   | 6       | 2018            | 2018                 |

## Personaggi e interpreti

### Principali
- Declan Harp, interpretato da Jason Momoa
- Michael Smyth, interpretato da Landon Liboiron
- Lord Benton (stagione 1-3), interpretato da Alun Armstrong
- Sokanon, interpretata da Jessica Matten
- Grace Emberly, interpretata da Zoe Boyle
- Douglas Brown, interpretato da Allan Hawco
- Malcolm Brown, interpretato da Michael Patric
- Cobbs Pond, interpretato da Greg Bryk
- Clenna Dolan, interpretata da Lyla Porter-Follows
- Mary, interpretata da Breanne Hill
- Capitano Chesterfield (stagione 1-2), interpretato da Evan Jonigkeit

### Ricorrenti
- Imogen, interpretata da Diana Bentley
- Dimanche, interpretato da William Belleau
- Kamenna, interpretata da Tandoo Cardinal
- Samuel Grant, interpretato da Shawn Doyle
- Machk, interpretato da Raoul Trujillo
- Jean-Marc Rivard, interpretato da Paul Fauteux
- Elizabeth Carruthers, interpretata da Katie McGrath
- MacLaughlan, interpretato da Graham Abbey.
- Padre Coffin (stagione 1), interpretato da Christian McKay

## Trasmissione
La serie ha debuttato il 6 novembre 2016 su Discovery Channel in Canada. Netflix distribuisce la serie internazionalmente, e ha pubblicato la prima stagione il 20 gennaio 2017.
La seconda stagione ha debuttato il 24 novembre 2017, in esclusiva sulla piattaforma a pagamento Netflix.
La quarta stagione è stata ufficialmente cancellata dopo il debutto della terza stagione sulla piattaforma Netflix il 23 Novembre 2018

## Accoglienza
La prima stagione ha ricevuto recensioni contrastanti fra loro. Su Rotten Tomatoes, la serie è stata valutata positivamente con il 43% basata su 14 critici. Inoltre il sito web riporta che la performance di Jason Momoa, viene appesantita dalla narrazione molto lenta di Frontier; tuttavia il pubblico concede un indice di gradimento del ben 79%. Per quanto riguarda Metacritic, la situazione cambia leggermente poiché le critiche fatte da essa, gli aggiudicano un punteggio di 52 su 100, basandosi su 11 critici.
In una recensione, John Doyle della The Globe and Mail ritiene che la gestione scenografica del pilot di Frontier, riguardo alle Prime nazioni in conflitto con i nativi americani, era stata gestita in modo delicato; commenta che la serie non è una storiella banale sull'inglese, scozzese, irlandese o francese che lottava per il possesso della pelliccia o delle terre.